# Mesárista
Mesárista (Mesarista) är en ort i Grekland.   Den ligger i prefekturen Nomós Aitolías kai Akarnanías och regionen Västra Grekland, i den centrala delen av landet, 190 km väster om huvudstaden Aten. Mesárista ligger 447 meter över havet och antalet invånare är 244.
Terrängen runt Mesárista är kuperad. Runt Mesárista är det ganska glesbefolkat, med 25 invånare per kvadratkilometer. Närmaste större samhälle är Mesolóngi, 18,7 km sydväst om Mesárista. I omgivningarna runt Mesárista växer i huvudsak blandskog.